# Премія «Оскар» за найкращий ігровий короткометражний фільм
Премія «Оскар» за найкращий ігровий короткометражний фільм — престижна нагорода Американської академії кіномистецтв.

## Історія назви нагороди
Таку назву нагороди було прийнято в 1974 році.

## Номінанти та переможці
За ці роки багато премій Американської кіноакадемії номіновано або виграно знаменитостями, що виступали або створювали короткометражні фільми, включно з лауреатом премії Оскар Крістін Лагті («Закоханий Ліберман»), номінантом Оскара Кеннет Брана («Лебедина пісня»), номінантом Оскара Саллі Кіркланд («Африканський Челсі»), номінантом Оскара Ісмаїл Мерчант («Створення жінки»), лауреатом премії Оскар Тейлор Гекфорд («Підлітковий Батько»), лауреат премії Оскар Мелісса Лео («Море Is All I Know»), номінантом Оскара Джим Генсон («Шматок Часу»), номінантом Оскара Пітер Селлерс («The Running, Jumping and Standing-Still Film»), номінантом Оскара Джон Герт («Вітрила»), номінантом Оскара Джефф Голдблюм («Маленькі сюрпризи») і почесні лауреати премії Оскар Волт Дісней, Гарольд Роуч і Мак Сеннета.

### 1930-ті
| 5-та (1932)                                        |                                         |
| Комедійний                                         |                                         |
| «Музична скринька»                                 | Гел Роач                                |
| «Крикливий рот»                                    | Мак Сеннет                              |
| «Scratch-As-Catch-Can»                             | RKO Radio                               |
| «Відважні серця і золоті руки» (дискваліфікований) | RKO Radio                               |
| Новаторський                                       |                                         |
| «Сутичка з рибою-меч»                              | Мак Сеннет                              |
| «Екранні сувеніри»                                 | Paramount Publix                        |
| «Зліт»                                             | Metro-Goldwyn-Mayer                     |
| 6-та (1934)                                        |                                         |
| Комедійний                                         |                                         |
| «Так це Гарріс!»                                   | Лу Брок та RKO Radio                    |
| «Містер Магг»                                      | Воррен Доун та Universal Studios        |
| «Список переваг»                                   | Лу Брок та RKO Radio                    |
| Новаторський                                       |                                         |
| «Кракатау»                                         | Джо Рок та Educational Pictures         |
| «Меню»                                             | Піт Сміт та Metro-Goldwyn-Mayer         |
| «Море»                                             | Educational Pictures                    |
| 7-ма (1935)                                        |                                         |
| Комедійний                                         |                                         |
| «Кукарача»                                         | Кеннет Макговен                         |
| «Люди в чорному»                                   | Джулс Вайт                              |
| «Ніяких чоловіків!»                                | Warner Brothers                         |
| Новаторський                                       |                                         |
| «Воскове місто»                                    | Стейсі Вудард та Горацій Вудард         |
| «Найкращі друзі»                                   | Skibo Productions                       |
| «Страйки і спейри»                                 | Піт Сміт                                |
| 8-ма (1936)                                        |                                         |
| Комедійний                                         |                                         |
| «Як заснути»                                       | Джек Черток та Metro-Goldwyn-Mayer      |
| «О, мої нерви»                                     | Жуль Вайт та Columbia Pictures          |
| «Око за око»                                       | Гарольд Роуч та Metro-Goldwyn-Mayer     |
| Новаторський                                       |                                         |
| «Крила над Еверестом»                              | Gaumont, Skibo Productions              |
| «Audioscopiks»                                     | Піт Сміт та Metro-Goldwyn-Mayer         |
| «Камера хвилювання»                                | Universal Studios                       |
| 9-та (1937)                                        |                                         |
| Однокатушечний                                     |                                         |
| «Набридає освіта»                                  | Гарольд Роуч Metro-Goldwyn-Mayer        |
| «Московські настрої»                               | Paramount Pictures                      |
| «Розшукується майстер»                             | Піт Сміт, Metro-Goldwyn-Mayer           |
| Двокатушечний                                      |                                         |
| «Громадськість платить»                            | Metro-Goldwyn-Mayer                     |
| «Подвійний або нічого»                             | Warner Bros.                            |
| «Фіктивний біль»                                   | RKO Radio Studio Music Department       |
| Кольоровий                                         |                                         |
| «Дай мені свободу»                                 | Warner Bros.                            |
| «Свято Санта-Барбари»                              | Луї Левін, Metro-Goldwyn-Mayer          |
| «Популярна наука»                                  | Paramount                               |
| 10-та (1938)                                       |                                         |
| Однокатушечний                                     |                                         |
| «Приватне життя Ганни»                             | Skibo Productions, Educational Pictures |
| «Ніч у кіно»                                       | Metro-Goldwyn-Mayer                     |
| «Роман з радієм»                                   | Піт Сміт, Metro-Goldwyn-Mayer           |
| Двокатушечний                                      |                                         |
| «Катування грошима»                                | Metro-Goldwyn-Mayer                     |
| «Глибокий Південь»                                 | RKO Radio                               |
| «Чи повинні дружини працювати?»                    | RKO Radio                               |
| Кольоровий                                         |                                         |
| «Мудрість Пенні»                                   | Піт Сміт, Metro-Goldwyn-Mayer           |
| «Людина без країни»                                | Warner Bros.                            |
| «Популярна наука»                                  | Paramount Pictures                      |
| 11-та (1939)                                       |                                         |
| Однокатушечний                                     |                                         |
| «Щоб матері могли жити»                            | Metro-Goldwyn-Mayer                     |
| «Велике серце»                                     | Metro-Goldwyn-Mayer                     |
| «Лісоруби»                                         | 20th Century Fox                        |
| Двокатушечний                                      |                                         |
| «Декларація незалежності»                          | Warner Bros.                            |
| «Час свінгу у фільмах»                             | Warner Bros.                            |
| «Вони завжди спіймані»                             | Metro-Goldwyn-Mayer                     |

### 1940-ві
| Церемонія                                   | Фільм                              | Номінанти |
| ------------------------------------------- | ---------------------------------- | --------- |
| 12-та (1940)                                |                                    |           |
| Однокатушечний                              |                                    |           |
| «Зайняті маленькі ведмеді»                  | Paramount Pictures                 |           |
| «Інформація, будь ласка»                    | RKO Radio                          |           |
| «Пророк без честі»                          | Metro-Goldwyn-Mayer                |           |
| «Риболовля на мечах»                        | Warner Bros.                       |           |
| Двокатушечний                               |                                    |           |
| «Сини свободи»                              | Warner Bros.                       |           |
| «Водіння в нетверезому стані»               | Metro-Goldwyn-Mayer                |           |
| «П’ять разів п’ять»                         | RKO Radio                          |           |
| 13-та (1941)                                |                                    |           |
| Однокатушечний                              |                                    |           |
| «Швидше ніж підморгнути»                    | Піт Сміт                           |           |
| «Лондон може взяти це!»                     | Warner Bros.                       |           |
| «Більше про Нострадамуса»                   | Metro-Goldwyn-Mayer                |           |
| «Облога»                                    | RKO Radio                          |           |
| Двокатушечний                               |                                    |           |
| «Тедді, грубий вершник»                     | Warner Bros.                       |           |
| «Очі флоту»                                 | Metro-Goldwyn-Mayer                |           |
| «Обслуговування кольорами»                  | Warner Bros.                       |           |
| 14-та (1942)                                |                                    |           |
| Однокатушечний                              |                                    |           |
| «Пупса і пазли»                             | Metro-Goldwyn-Mayer                |           |
| «Армійські чемпіони»                        | Піт Сміт та Metro-Goldwyn-Mayer    |           |
| «Краса і пляж »                             | Paramount                          |           |
| «Вниз на фермі»                             | Paramount                          |           |
| «Сорок хлопчиків і пісня»                   | Warner Bros.                       |           |
| «Королі дерену»                             | Warner Bros.                       |           |
| «Шавлія та срібло»                          | 20th Century Fox                   |           |
| Двокатушечний                               |                                    |           |
| «Головна вулиця на марші!»                  | Metro-Goldwyn-Mayer                |           |
| «Живі в глибині»                            | Woodard Productions, Inc.          |           |
| «Заборонений прохід»                        | Metro-Goldwyn-Mayer                |           |
| «Веселий парижанин»                         | Warner Bros.                       |           |
| «Танки йдуть»                               | Армія США, Warner Bros.            |           |
| 15-та (1943)                                |                                    |           |
| Однокатушечний                              |                                    |           |
| «Якщо говорити про тварин та їхні сім’ї»    | Paramount                          |           |
| «Пустеля чудес»                             | 20th Century-Fox                   |           |
| «Морські піхотинці»                         | Піт Сміт                           |           |
| «Морський оркестр США»                      | Warner Bros.                       |           |
| Двокатушечний                               |                                    |           |
| «Поза межами обов'язку»                     | Warner Bros.                       |           |
| «Не розмовляй»                              | Metro-Goldwyn-Mayer                |           |
| «Рядовий Сміт з США»                        | RKO Radio                          |           |
| 16-та (1944)                                |                                    |           |
| Однокатушечний                              |                                    |           |
| «Бійці-амфібії»                             | Грантленд Райс                     |           |
| «Кавалькада танцю з Велозом та Йоландою»    | Ґордон Голлінґшед                  |           |
| «Чемпіони продовжують»                      | Едмунд Рік                         |           |
| «Голлівуд у формі»                          | Ральф Стауб                        |           |
| «Руки, що бачать»                           | Піт Сміт                           |           |
| Двокатушечний                               |                                    |           |
| «Небесна музика»                            | Джеррі Бреслер, Сем Кослоу         |           |
| «Лист до героя»                             | Фредерік Уллман-молодший           |           |
| «Марді Гра»                                 | Вальтер Макьюен                    |           |
| «Жінки на війні»                            | Ґордон Голлінґшед                  |           |
| 17-та (1945)                                |                                    |           |
| Однокатушечний                              |                                    |           |
| «Хто є хто в тваринній землі»               | Джеррі Фербенкс                    |           |
| «Джентльмени з блакитної трави»             | Едмунд Рік                         |           |
| «Дуже подобається блюз»                     | Ґордон Голлінґшед                  |           |
| «Кіно шкідників»                            | Піт Сміт                           |           |
| «Знімки екрану – 50-річчя кінофільмів»      | Ральф Стауб                        |           |
| Двокатушечний                               |                                    |           |
| «Я не буду грати»                           | Ґордон Голлінґшед                  |           |
| «Бомбалера»                                 | Луїс Гарріс                        |           |
| «Головна вулиця сьогодні»                   | Джеррі Бреслер                     |           |
| 18-та (1946)                                |                                    |           |
| Однокатушечний                              |                                    |           |
| «Сходи до світла»                           | Герберт Моултон, Джеррі Бреслер    |           |
| «По веселковій стежці»                      | Едмунд Рік                         |           |
| «Знімки екрана – 25-річчя знімків екрану»   | Ральф Стауб                        |           |
| «Історія собаки»                            | Ґордон Голлінґшед                  |           |
| «Біла рапсодія»                             | Грантленд Райс                     |           |
| «Ваша національна галерея»                  | Джозеф О'Брайен, Томас Мід         |           |
| Двокатушечний                               |                                    |           |
| «Зірка в ночі»                              | Ґордон Голлінґшед                  |           |
| «Пістолет у його руці»                      | Честер М. Франклін, Джеррі Бреслер |           |
| «Журі проходить раунд „N“»                  | Жуль Вайт                          |           |
| «Маленька відьма»                           | Джордж Темплтон                    |           |
| 19-та (1947)                                |                                    |           |
| Однокатушечний                              |                                    |           |
| «Стикаючись зі своєю небезпекою»            | Ґордон Голлінґшед                  |           |
| «Дайв-Привіт чемпіонам»                     | Джек Ітон                          |           |
| «Золоті коні»                               | Едмунд Рек                         |           |
| «Розумний як лисиця»                        | Ґордон Голлінґшед                  |           |
| «Впевнені ліки»                             | Піт Сміт                           |           |
| Двокатушечний                               |                                    |           |
| «Хлопчик і його собака»                     | Ґордон Голлінґшед                  |           |
| «Королева коледжу»                          | Джордж Б. Темплтон                 |           |
| «Поцілунок і крик»                          | Жюль Вайт                          |           |
| «Найщасливіший хлопець у світі»             | Джеррі Бреслер                     |           |
| 20-та (1948)                                |                                    |           |
| Однокатушечний                              |                                    |           |
| «До побачення, міс Турлок»                  | Герберт Моултон                    |           |
| «Бруклін, США»                              | Томас Мід                          |           |
| «Місячні ракети»                            | Джеррі Фербенкс                    |           |
| «Тепер ти це бачиш»                         | Піт Сміт                           |           |
| «Тож ви хочете бути в картинках»            | Ґордон Голлінґшед                  |           |
| Двокатушечний                               |                                    |           |
| «Сходження на Маттерхорн»                   | Ірвінг Аллен                       |           |
| «Шампанське на двох»                        | Гаррі Грей                         |           |
| «Бій диких жеребців»                        | Томас Мід                          |           |
| «Дай нам землю»                             | Герберт Морган                     |           |
| «Голос народжується: історія Ніклоша Гафні» | Бен Блейк                          |           |
| 21-ша (1949)                                |                                    |           |
| Однокатушечний                              |                                    |           |
| «Симфонія міста»                            | Едмунд Х. Рік                      |           |
| «Енні була дивом»                           | Герберт Моултон                    |           |
| «Кінь Попелюшки»                            | Ґордон Голлінґшед                  |           |
| «Отже, ти хочеш бути на радіо»              | Ґордон Голлінґшед                  |           |
| «Ви не можете перемогти»                    | Піт Сміт                           |           |
| Двокатушечний                               |                                    |           |
| «Острів тюленів»                            | Волт Дісней                        |           |
| «Калгарі Стемпед»                           | Ґордон Голлінґшед                  |           |
| «Йди до біса»                               | Герберт Морган                     |           |
| «Самба-манія»                               | Гаррі Грей                         |           |
| «Снігові каперси»                           | Томас Мід                          |           |

### 1950-ті
| Церемонія                             | Фільм                                          | Номінанти |
| ------------------------------------- | ---------------------------------------------- | --------- |
| 22-га (1950)                          |                                                |           |
| Однокатушечний                        |                                                |           |
| «Вечірка у водному домі»              | Джек Ітон                                      |           |
| «Дівчина на роликовому дербі»         | Джастін Герман                                 |           |
| «Тож ти думаєш, що не винен»          | Ґордон Голлінґшед                              |           |
| «Розливи та озноб»                    | Волтон К. Емент                                |           |
| «Водяний трикс»                       | Піт Сміт                                       |           |
| Двокатушечний                         |                                                |           |
| «Ван Гог»                             | Гастон Діл, Роберт Гессенс                     |           |
| «Хлопчик і орел»                      | Вільям Ласкі                                   |           |
| «Погоня смерті»                       | Ірвінг Аллен                                   |           |
| «Трава завжди зеленіша»               | Ґордон Голлінґшед                              |           |
| «Сніговий карнавал»                   | Ґордон Голлінґшед                              |           |
| 23-тя (1951)                          |                                                |           |
| Однокатушечний                        |                                                |           |
| «Дідусь перегонів»                    | Ґордон Голлінґшед                              |           |
| «Blaze Busters»                       | Роберт Янгсон                                  |           |
| «Неправильний шлях, Буч»              | Піт Сміт                                       |           |
| Двокатушечний                         |                                                |           |
| «У бобровій долині»                   | Волт Дісней                                    |           |
| «Бабуся Мойсей»                       | Falcon Films, Inc.                             |           |
| «Ти моя країна»                       | Ґордон Голлінґшед                              |           |
| 24-та (1952)                          |                                                |           |
| Однокатушечний                        |                                                |           |
| «Світ дітей»                          | Роберт Янгсон                                  |           |
| «Їзда рейками»                        | Джек Ітон                                      |           |
| «Історія часу»                        | Роджер Г. Леффінгвелл                          |           |
| Двокатушечний                         |                                                |           |
| «Половина гектара природи»            | Волт Дісней                                    |           |
| «Бальзак»                             | Les Films du Compass                           |           |
| «Небезпека під морем»                 | Том Мід                                        |           |
| 25-та (1953)                          |                                                |           |
| Однокатушечний                        |                                                |           |
| «Світло у вікні: Мистецтво Вермеєра»  | Борис Вермонт                                  |           |
| «Спортсмени сідла»                    | Джек Ітон                                      |           |
| «Вбивця з пустелі»                    | Ґордон Голлінґшед                              |           |
| «Сусіди»                              | Норман Макларен                                |           |
| «Королівська Шотландія»               | Підрозділ кінофільмів                          |           |
| Двокатушечний                         |                                                |           |
| «Водні птахи»                         | Волт Дісней                                    |           |
| «Міст часу»                           | London Films Productions                       |           |
| «Диявол забере нас»                   | Герберт Морган                                 |           |
| «Тар вона дме!»                       | Ґордон Голлінґшед                              |           |
| 26-та (1954)                          |                                                |           |
| Однокатушечний                        |                                                |           |
| «Увертюра до Веселих дружин Віндзора» | Джонні Грін                                    |           |
| «Христос серед первісних»             | Вінченцо Луччі-Кьяріссі                        |           |
| «Полювання на оселедця»               | Національне кінематографічне управління Канади |           |
| «Радість життя»                       | Борис Вермонт                                  |           |
| «Малесенькі водні чудеса»             | Джек Ітон                                      |           |
| Двокатушечний                         |                                                |           |
| «Ведмежа країна»                      | Волт Дісней                                    |           |
| «Бен і я»                             | Волт Дісней                                    |           |
| «Повернення до Гленаскаула»           | Постановки театру Дублінських воріт            |           |
| «Експрес Везувій»                     | Отто Ланг                                      |           |
| «Зимовий рай»                         | Седрик Френсіс                                 |           |
| 27-ма (1955)                          |                                                |           |
| Однокатушечний                        |                                                |           |
| «Цей механічний вік»                  | Роберт Янгсон                                  |           |
| «Перший фортепіанний квартет»         | Отто Ланг                                      |           |
| «Фантазія Штрауса»                    | Джонні Грін                                    |           |
| Двокатушечний                         |                                                |           |
| «Час поза війною»                     | Денис Сандерс, Террі Сандерс                   |           |
| «Красуня і бик»                       | Седрик Френсіс                                 |           |
| «Реактивний носій»                    | Отто Ланг                                      |           |
| «Сіам»                                | Волт Дісней                                    |           |
| 28-ма (1956)                          |                                                |           |
| Однокатушечний                        |                                                |           |
| «Місто виживання»                     | Едмунд Рік                                     |           |
| «3-й проспект Ел»                     | Карсон Девідсон                                |           |
| «Гаджетів вдосталь»                   | Роберт Янгсон                                  |           |
| «Три поцілунки»                       | Джастін Герман                                 |           |
| Двокатушечний                         |                                                |           |
| «Обличчя Лінкольна»                   | Вільбур Т. Блюм                                |           |
| «24-годинне сповіщення»               | Седрик Френсіс                                 |           |
| «Битва при Геттісберзі»               | Доре Шарі                                      |           |
| «На дванадцятий день»                 | Джордж К. Артур                                |           |
| «Швейцарія»                           | Волт Дісней                                    |           |
| 29-та (1957)                          |                                                |           |
| Однокатушечний                        |                                                |           |
| «Руйнування водного бар’єру»          | Костянтин Кальсер                              |           |
| «Я ніколи не забуваю обличчя»         | Роберт Янгсон                                  |           |
| «Час зупинився»                       | Седрик Френсіс                                 |           |
| Двокатушечний                         |                                                |           |
| «Шинель на замовлення»                | Фільми Ромула                                  |           |
| «Собака-корова»                       | Ларрі Ленсбург                                 |           |
| «Темна хвиля»                         | Джон Гілі                                      |           |
| «Самоа»                               | Волт Дісней                                    |           |
| 30-та (1958)                          |                                                |           |
| «Гонча мокра»                         | Волт Дісней                                    |           |
| «Вишневі замки»                       | Норман Макларен                                |           |
| «Місто золота»                        | Том Дейлі                                      |           |
| «Опора на Антарктиді»                 | Джеймс Карр                                    |           |
| «Португалія»                          | Бен Шарпстін                                   |           |
| 31-ша (1959)                          |                                                |           |
| «Гранд-Каньйон (фільм)»               | Волт Дісней                                    |           |
| «Подорож у весну»                     | Ян Фергюсон                                    |           |
| «Поцілунок»                           | Джон Хейс                                      |           |
| «Сніги Аорангі»                       | Новозеландська екранна дошка                   |           |
| «T — для Tumbleweed»                  | Джеймс Лебенталь                               |           |

### 1960-ті
| Церемонія                                 | Фільм                                                        | Номінанти |
| ----------------------------------------- | ------------------------------------------------------------ | --------- |
| 32-га (1960)                              |                                                              |           |
| «Золота рибка»                            | Жак-Ів Кусто                                                 |           |
| «Між припливами»                          | Ян Фергюсон                                                  |           |
| «Таємниці глибокого»                      | Волт Дісней                                                  |           |
| «Фільм про біг, стрибки та нерухомий рух» | Пітер Селлерс                                                |           |
| «Хмарочос»                                | Ширлі Кларк, Віллард Ван Дайк, Ірвінг Джейкобі               |           |
| 33-тя (1961)                              |                                                              |           |
| «День художника»                          | Езра Р. Бейкер                                               |           |
| «Створення жінки»                         | Чарльз Ф. Швеп, Ісмаїл Мерчант                               |           |
| «Морські острови»                         | Волт Дісней                                                  |           |
| «Спорт народжується»                      | Леслі Вінік                                                  |           |
| 34-та (1962)                              |                                                              |           |
| «До моря, Великі кораблі»                 | Templar Film Studios, Хіларі Гарріс                          |           |
| «Ballon Vole (Грати в м'яч!)»             | Ciné-Documents                                               |           |
| «Обличчя Ісуса»                           | Доктор Джон Д. Дженнінгс                                     |           |
| «Дахи Нью-Йорка»                          | Роберт Гаффні                                                |           |
| "Дуже приємно, дуже приємно               | Національне кінематографічне управління Канади               |           |
| 35-та (1963)                              |                                                              |           |
| «Heureux Anniversaire (З ювілеєм)»        | П’єр Етей, Жан-Клод Каррієр                                  |           |
| «Блюз у великому місті»                   | Мартіна Гугенот ван дер Лінден, Шарль Гугенот ван дер Лінден |           |
| «Каділак»                                 | Роберт Клуз                                                  |           |
| «Жителі скелі»                            | Гейворд Андерсон                                             |           |
| «Пан»                                     | Герман ван дер Горст                                         |           |
| 36-та (1964)                              |                                                              |           |
| «Випадок на мосту Сова-Крик»              | Поль де Рубе, Марсель Ішак                                   |           |
| «Концерт»                                 | Езра Бейкер                                                  |           |
| «Домашній автомобіль»                     | Джеймс Гілл                                                  |           |
| «Шестигранний трикутник»                  | Крістофер Майлз                                              |           |
| «Це я»                                    | Вокер Стюарт                                                 |           |
| 37-ма (1965)                              |                                                              |           |
| «Касалс Проводить: 1964»                  | Едвард Шрайбер                                               |           |
| «Допоможіть! Мій сніговик горить»         | Карсон Девідсон                                              |           |
| «Легенда про Джиммі, Блакитні Очі»        | Роберт Клуз                                                  |           |
| 38-ма (1966)                              |                                                              |           |
| «Курка (Le Poulet)»                       | Клод Беррі                                                   |           |
| «Фортеця миру»                            | Лотар Вольф                                                  |           |
| «Skaterdater»                             | Маршал Баклар, Ноель Блек                                    |           |
| «Сніг»                                    | Едгар Енсті                                                  |           |
| «Час часу»                                | Джим Генсон                                                  |           |
| 39-та (1967)                              |                                                              |           |
| «Дикі крила»                              | Едгар Енсті                                                  |           |
| «Туреччина — міст»                        | Марін Карміц, Володимир Форгенсі                             |           |
| «Переможний штам»                         | Леслі Вінік                                                  |           |
| 40-ва (1968)                              |                                                              |           |
| «Місце для стояння»                       | Крістофер Чепмен                                             |           |
| «Весло до моря»                           | Джуліан Біггз                                                |           |
| «Небо над Голландією»                     | Джон Ферно                                                   |           |
| «Зупиніть, дивіться і слухайте»           | Лен Янсон, Чак Менвіл                                        |           |
| 41-ша (1969)                              |                                                              |           |
| «Роберт Кеннеді згадав»                   | Чарльз Гуггенхайм                                            |           |
| «Голуб»                                   | Джордж Коу, Сідні Девіс, Ентоні Лавер                        |           |
| «Па - де - де»                            | Національне кінематографічне управління Канади               |           |
| «Прелюдія»                                | Джон Естін                                                   |           |

### 1970-ті
| Церемонія                                     | Фільм                                | Номінанти |
| --------------------------------------------- | ------------------------------------ | --------- |
| 42-га (1970)                                  |                                      |           |
| «Чарівні машини»                              | Джоан Келлер Стерн                   |           |
| «Блейк»                                       | Білл Мейсон                          |           |
| «Люди суп»                                    | Марк Мерсон                          |           |
| 43-тя (1971)                                  |                                      |           |
| «Воскресіння Бронхо Біллі»                    | Джон Лонгенекер                      |           |
| «Мовчи … плачу»                               | Роберт Сіглер                        |           |
| «Sticky My Fingers … Fleet My Feet»           | Джон Хенкок                          |           |
| 44-та (1972)                                  |                                      |           |
| «Вартові мовчання»                            | Мануель Аранго, Роберт Амрам         |           |
| «Добрий ранок»                                | Денні Еванс та Кен Грінвальд         |           |
| «Репетиція»                                   | Стівен Ф. Верона                     |           |
| 45-та (1973)                                  |                                      |           |
| «Світ Нормана Роквелла ... Американська мрія» | Річард Барклай                       |           |
| «Історія жаб»                                 | Рон Сатлоф та Рей Гідеон             |           |
| «Індивідуальний»                              | Девід Адамс                          |           |
| 46-та (1974)                                  |                                      |           |
| «Болеро»                                      | Аллан Міллер, Вільям Фертік          |           |
| «Годинникар»                                  | Річард Гайер                         |           |
| «Дев'ять часів життя»                         | Пен Деншем, Джон Ватсон              |           |
| 47-ма (1975)                                  |                                      |           |
| «Одноокі люди - королі»                       | Пол Клодон, Едмонд Сешан             |           |
| «Підйом»                                      | Девітт Джонс                         |           |
| «Концерт»                                     | Джуліан Чагрін, Клод Чагрін          |           |
| «Планета Океан»                               | Джордж В. Кейсі                      |           |
| «Скрипка»                                     | Ендрю Велш, Джордж Пастік            |           |
| 48-ма (1976)                                  |                                      |           |
| «Ангел і Великий Джо»                         | Берт Зальцман                        |           |
| «Підкорення світла»                           | Луї Маркус                           |           |
| «Політ на світанку»                           | Лоуренс М. Ленсбург, Брайан Ленсбург |           |
| «День у житті Бонні Консоло»                  | Баррі Спінелло                       |           |
| «Подвійне спілкування»                        | Алан Бітті                           |           |
| 49-та (1977)                                  |                                      |           |
| «У регіоні криги»                             | Андре Р. Гутфройнд, Пітер Вернер     |           |
| «Кудзу»                                       | Марджорі Енн Шорт                    |           |
| «Ранковий павук»                              | Джуліан Шагрін, Клод Шагрін          |           |
| «Нічне життя»                                 | Клер Вілбур, Робін Леман             |           |
| «Номер один»                                  | Дайан Кеннон, Вінс Кеннон            |           |
| 50-та (1978)                                  |                                      |           |
| «Я знайду шлях»                               | Беверлі Шаффер, Юкі Йосіда           |           |
| «Розсіяний офіціант»                          | Вільям Е. Макюен                     |           |
| «Плаваючий безкоштовно»                       | Джеррі Баттс                         |           |
| «Нотатки про популярне мистецтво»             | Сол Басс                             |           |
| «В космосі»                                   | Філіп Даубер                         |           |
| 51-ша (1979)                                  |                                      |           |
| «Батько-підліток»                             | Тейлор Гекфорд                       |           |
| «Інший підхід»                                | Джим Белчер, Фьорн Філд              |           |
| «Бабуся Менді»                                | Ендрю Сугерман                       |           |
| «Дивні фрукти»                                | Сет Пінськер                         |           |

### 1980-ті
| Церемонія                                | Фільм                                     | Номінанти |
| ---------------------------------------- | ----------------------------------------- | --------- |
| 52-га (1980)                             |                                           |           |
| «Дошка та догляд»                        | Сара Пілсбері, Рон Елліс                  |           |
| «Хоробрість у полі»                      | Кройтор Роман, Стефан Водославський       |           |
| «О брате, мій брате»                     | Керол Ловелл, Росс Ловелл                 |           |
| «Сонячна плівка»                         | Сол Басс, Майкл Бріттон                   |           |
| «Вечеря Соллі»                           | Гаррі Матіас, Джей Цукерман, Ларрі Генкін |           |
| 53-тя (1981)                             |                                           |           |
| «Дно долара»                             | Ллойд Філліпс'                            |           |
| «Лінія падіння»                          | Боб Кармайкл, Грег Лоу                    |           |
| «Журі однолітків»                        | Саллі Геккель                             |           |
| 54-та (1982)                             |                                           |           |
| «Фіалка»                                 | Пол Кемп, Шеллі Левінсон                  |           |
| «Пари та розбійники»                     | Крістін Естріхер                          |           |
| «Перша зима»                             | Джон Н. Сміт                              |           |
| 55-та (1983)                             |                                           |           |
| «Шокуюча аварія»                         | Крістін Естріхер                          |           |
| «Балетний роботик»                       | Боб Роджерс                               |           |
| «Тиша»                                   | Майкл Тошіюкі Уно, Джозеф Бенсон          |           |
| «Спліт вишневе дерево»                   | Ян Сондерс                                |           |
| «Середній Ваштар»                        | Ендрю Біркін                              |           |
| 56-та (1984)                             |                                           |           |
| «Хлопчики та дівчатка»                   | Дженніс Л. Платт                          |           |
| «Гуді-два черевики»                      | Ян Емес                                   |           |
| «Сенсація за ніч»                        | Джон Н. Блум                              |           |
| 57-ма (1985)                             |                                           |           |
| «Вгору»                                  | Майк Гувер                                |           |
| «Пофарбовані двері»                      | Майкл Макміллан, Дженіс Л. Платт          |           |
| «Казки про зустрічі та розставання»      | Шерон Орек, Леслі Лінка Глаттер           |           |
| 58-ма (1986)                             |                                           |           |
| «Паломник Моллі»                         | Джеффрі Д. Браун, Кріс Пелцер             |           |
| «Графіті»                                | Діанна Костелло                           |           |
| «Райдужна війна»                         | Боб Роджерс (дизайнер)                    |           |
| 59-та (1987)                             |                                           |           |
| «Дорогоцінні зображення»                 | Чак Воркман                               |           |
| «Вихід»                                  | Стефано Реалі, Піно Квартулло             |           |
| «Любов вражена»                          | Фредда Вайс                               |           |
| 60-та (1988)                             |                                           |           |
| «Чоловічий гетеросексуальний танець Рей» | Джонатан Сенгер, Яна Сью Мемель           |           |
| «Створення хвиль»                        | Енн Вінґейт                               |           |
| «Взуття»                                 | Роберт А. Кац                             |           |
| 61-ша (1989)                             |                                           |           |
| «Призначення Денніса Дженнінгса»         | Дін Паризо, Стівен Райт                   |           |
| «Мрії Каділака»                          | Матія Каррелл, абатство Гольдштейн        |           |
| «Казки Гулли»                            | Джордж деГоліан, Гері Мосс                |           |

### 1990-ті
| Церемонія                             | Фільм                                 | Номінанти |
| ------------------------------------- | ------------------------------------- | --------- |
| 62-га (1990)                          |                                       |           |
| «Досвід роботи»                       | Джеймс Гендрі                         |           |
| «Щоденник Амазонки»                   | Роберт Ніксон                         |           |
| «Чайлдетер»                           | Джонатан Таммуз                       |           |
| 63-тя (1991)                          |                                       |           |
| «Дата обіду»                          | Адам Девідсон                         |           |
| «12:01 вечора»                        | Гіларі Ріппс, Джонатан Гіп            |           |
| «Бронкс-привітання»                   | Раймонд Де Фелітта, Метью Гросс       |           |
| «Шановна Розі»                        | Пітер Каттанео, Барнабі Томпсон       |           |
| «Senzeni Na? (Що ми зробили?)»        | Бернард Джоффа, Ентоні Е. Ніколас     |           |
| 64-та (1992)                          |                                       |           |
| «Людина сеансу»                       | Сет Вінстон, Роберт Н. Фрід           |           |
| «Тренажерний зал на Березовій вулиці» | Стівен Кесслер, Томас Р. Конрой       |           |
| «Останній вітерець літа»              | Девід Мессі                           |           |
| 65-та (1993)                          |                                       |           |
| «Омнібус»                             | Сем Карманн                           |           |
| «Зв'язок»                             | Джонатан Дарбі, Яна Сью Мемель        |           |
| «Круіз контроль»                      | Метт Пальмієрі                        |           |
| «Леді в очікуванні»                   | Крістіан Тейлор                       |           |
| «Пісня лебедя»                        | Кеннет Брана                          |           |
| 66-та (1994)                          |                                       |           |
| «Шварцфарер»                          | Пепе Данкварт                         |           |
| «Вниз на набережній»                  | Стейсі Тайтл, Джонатан Пеннер         |           |
| «Голландський майстер»                | Сьюзен Зайдельман, Джонатан Бретт     |           |
| «Партнери»                            | Пітер Веллер, Яна Сью Мемель          |           |
| «Гвинт (La Vis)»                      | Дідьє Фламан                          |           |
| 67-ма (1995)                          |                                       |           |
| «Франц Кафка «Це чудове життя»»       | Пітер Капальді, Рут Кенлі-Леттс       |           |
| «Тревор»                              | Пеггі Райскі, Ренді Стоун             |           |
| «Суд кенгуру»                         | Шон Астін, Крістін Астін              |           |
| «На надію»                            | ДжоБет Вільямс, Мікеле Макгуайр       |           |
| «Сироп»                               | Пол Унвін, Нік Вівіан                 |           |
| 68-ма (1996)                          |                                       |           |
| «Закоханий Ліберман»                  | Крістін Лахті, Яна Сью Мемель         |           |
| «Віники»                              | Люк Кресвелл, Стів МакНіколас         |           |
| «Герцог Грув»                         | Гріффін Данн, Том Колвелл             |           |
| «Маленькі сюрпризи»                   | Джефф Голдблюм, Тіккі Голдберг        |           |
| «Ранкова їзда у вівторок»             | Діанна Г'юстон, Джой Райан            |           |
| 69-та (1997)                          |                                       |           |
| «Дорогий щоденник»                    | Девід Франкель, Баррі Йоссен          |           |
| «Де Тріпас, Коразон»                  | Антоніо Уррутія                       |           |
| «Ернст і Лісет»                       | Кім Магнуссон, Андерс Томас Єнсен     |           |
| «Есподадос»                           | Хуан Карлос Фреснадільйо              |           |
| «Безсловесний»                        | Бернадетта Карранца, Антонелло Де Лео |           |
| 70-та (1998)                          |                                       |           |
| «Візи та чеснота»                     | Кріс Ташима, Кріс Донах'ю             |           |
| «Танець Лексі Танець»                 | Пірс Мур, Тім Лоан                    |           |
| «Добре поговорити»                    | Роджер Голдбі, Барні Рейз             |           |
| «Кохані?»                             | Біргер Ларсен, Томас Лідгольм         |           |
| «Вольфганг»                           | Кім Магнуссон, Андерс Томас Єнсен     |           |
| 71-ша (1999)                          |                                       |           |
| «Ніч виборів»                         | Кім Магнуссон, Андерс Томас Єнсен     |           |
| «Культура»                            | Вілл Спек, Джош Гордон (режисер)      |           |
| «Свято романтики»                     | Олександр Джовий, Джей Джей Кіт       |           |
| «La Carte Postale (Листівка)»         | Вівіан Гоффет                         |           |
| «Віктор»                              | Саймон Сандвіст, Джоель Бергвалл      |           |

### 2000-ні
| Церемонія                                           | Фільм                                 | Номінанти |
| --------------------------------------------------- | ------------------------------------- | --------- |
| 72-га (2000)                                        |                                       |           |
| «Моя мати мріє про учнів Сатани в Нью-Йорку»        | Барбара Шок, Тамара Тіель             |           |
| «Брор, Мін Брор (Тейс і Ніко)»                      | Генрік Генц, Майкл В. Хорстен         |           |
| «Вбивство Джо»                                      | Мехді Норовзян,Стів Вакс              |           |
| «Kleingeld (Невелика зміна)»                        | Марк-Андреас Бохерт, Габріеле Лінс    |           |
| «Великі та незначні чудеса»                         | Маркус А Олссон                       |           |
| 73-тя (2001)                                        |                                       |           |
| «Quiero ser (Я хочу бути ...)»                      | Флоріан Галленбергер                  |           |
| «Кур'єром»                                          | Пітер Ріґерт, Еріка Фредерік          |           |
| «Одноденний переїзд»                                | Джоан Штейн, Крістіна Лазаріді        |           |
| «Серальйо»                                          | Гейл Лернер та Колін Кемпбелл         |           |
| «Історія футболу (Uma Historia de Futebol)»         | Пауло Махлін                          |           |
| 74-та (2002)                                        |                                       |           |
| «Бухгалтер»                                         | Рей Маккіннон, Ліза Блаунт            |           |
| «Магазин копій»                                     | Вергілій Відріч                       |           |
| «Найбільший винахід Грегора»                        | Йоганнес Кіфер                        |           |
| «Річ людини (Meska Sprawa)»                         | Славомір Фабіцький, Богуміл Годфрейов |           |
| «Швидкість для Феспіян»                             | Калман Єйпл, Шаміла Бахш              |           |
| 75-та (2003)                                        |                                       |           |
| «Цей чарівний чоловік (Der Er En Yndig Mand)»       | Мартін Стрендж-Гансен, Мі Андреасен   |           |
| «Факт зими (Fait D'Hiver)»                          | Дірк Белієн, Аня Далеманс             |           |
| «Я зачекаю наступного (J'Attendrai Le Suivant ...)» | Філіп Оррейнді, Томас Годен           |           |
| «Inja (Собака)»                                     | Стівен Пасвольський, Джо Везерстоун   |           |
| «Джонні Флінтон»                                    | Лексі Олександр, Олександр Буоно      |           |
| 76-та (2004)                                        |                                       |           |
| «Два солдати»                                       | Аарон Шнайдер, Ендрю Дж. Сакс         |           |
| «Die Rote Jacke (Червона куртка)»                   | Флоріан Баксмайєр                     |           |
| «Міст»                                              | Боббі Гарабедян, Вільям Забка         |           |
| «Сквош»                                             | Лайонел Балліу                        |           |
| «(A) Торзія [(А) Торсія]»                           | Стефан Арсенієвич                     |           |
| 77-ма (2005)                                        |                                       |           |
| «Оса»                                               | Андреа Арнольд                        |           |
| «7:35 вранці»                                       | Начо Вігалондо                        |           |
| «Все в цій країні повинно бути»                     | Гері Маккендрі                        |           |
| «Маленький терорист»                                | Ашвін Кумар                           |           |
| «Дві машини, одна ніч»                              | Тайка Вайтіті, Ейнслі Гардінер        |           |
| 78-ма (2006)                                        |                                       |           |
| «Шестизарядник»                                     | Мартін Мак-Дона                       |           |
| «Втікач»                                            | Ульріке Ґроте                         |           |
| «Кешбек»                                            | Шон Елліс, Лене Баусагер              |           |
| «Остання ферма»                                     | Рунар Рунарссон, Тор С. Сігуржонссон  |           |
| «Наш час закінчився»                                | Роб Перлштейн, Піа Клементе           |           |
| 79-та (2007)                                        |                                       |           |
| «Історія Західного берега»                          | Арі Сендел                            |           |
| «Бінта та велика ідея (Binta y la Gran Idea)»       | Хав'єр Фессер, Луїс Мансо             |           |
| «Éramos Pocos (Занадто багато)»                     | Борха Кобеага                         |           |
| «Гелмер і син»                                      | Сьорен Пільмарк, Кім Магнуссон        |           |
| «Спаситель»                                         | Пітер Темплман, Стюарт Паркін         |           |
| 80-та (2008)                                        |                                       |           |
| «Моцарт кишенькових злодіїв»                        | Філіп Полет-Віллард                   |           |
| «Вночі (фільм)»                                     | Крістіан Е. Крістіансен, Луїза Вест   |           |
| «Il Supplente (Замінник)»                           | Андреа Джублін                        |           |
| «Аргентинське танго»                                | Гвідо Тіс, Аня Далеманс               |           |
| «Жінка Тонто»                                       | Деніел Барбер і Метью Браун           |           |
| 81-ша (2009)                                        |                                       |           |
| «Країна іграшок                                     | Йохен Олександр Фрейданк              |           |
| »Auf der Strecke («На лінії»)"                      | Рето Каффі                            |           |
| «Манон на асфальті»                                 | Елізабет Марре, Олів'є Понт           |           |
| «Новий хлопчик»                                     | Стеф Грін, Тамара Енгі                |           |
| «Свиня»                                             | Тіві Магнуссон, Дорте Хог             |           |

### 2010-ті
| Церемонія                                                            | Фільм                                      | Номінанти |
| -------------------------------------------------------------------- | ------------------------------------------ | --------- |
| 82-га (2010)                                                         |                                            |           |
| «Нові орендарі»                                                      | Йоахім Бек, Тіві Магнуссон                 |           |
| «Двері»                                                              | Хуаніта Вільсон, Джеймс Флін               |           |
| «Замість Абракадабри»                                                | Патрік Еклунд, Матіас Фельстрьом           |           |
| «Каві»                                                               | Грегг Хелві                                |           |
| «Чудо-риба»                                                          | Люк Дулан, Дрю Бейлі                       |           |
| 83-тя (2011)                                                         |                                            |           |
| «Бог любові»                                                         | Лука Матені                                |           |
| «Сповідь»                                                            | Танел Тоом                                 |           |
| «Розчавлювання»                                                      | Майкл Креа                                 |           |
| «Ви теж (Na Wewe)»                                                   | Іван Гольдшмідт                            |           |
| «Побажання 143»                                                      | Ян Барнс, Саманта Вейт                     |           |
| 84-та (2012)                                                         |                                            |           |
| «Берег                                                               | Террі Джордж, Орла Джордж                  |           |
| »П'ятдесятниця«                                                      | Пітер Макдональд, Еймір О'Кейн             |           |
| »Раджу«                                                              | Макс Зеле, Стефан Гірен                    |           |
| »Виродка часу«                                                       | Ендрю Боулер, Джиджи Коузі                 |           |
| »Атлантична туба" (номінація скасована)                              | Халвар Вітцо                               |           |
| 85-та (2013)                                                         |                                            |           |
| «Комендантська година»                                               | Шон Крістенсен                             |           |
| «Асад»                                                               | Браян Баклі, Міно Джаржура                 |           |
| «Хлопчики бузкаші»                                                   | Сем Френч, Аріель Наср                     |           |
| «Смерть тіні (Dood van een Schaduw)»                                 | Том Ван Аверме, Елен Де Ваеле              |           |
| «Генрі»                                                              | Ян Інгленд                                 |           |
| 86-та (2014)                                                         |                                            |           |
| «Гелій»                                                              | Андерс Вальтер, Кім Магнуссон              |           |
| «Aquél no era yo (Це був не я)»                                      | Естебан Креспо                             |           |
| «Avant Que De Tout Perde (Безпосередньо перед тим, як втратити все)» | Ксав'є Легран, Олександра Гавраса          |           |
| «Pitääkö Mun Kaikki Hoitaa? (Чи повинен я подбати про все?)»         | Сельма Вілхунен, Кірсікка Саарі            |           |
| «Проблема Воормана»                                                  | Марк Гілл, Болдуін Лі                      |           |
| 87-ма (2015)                                                         |                                            |           |
| «Телефонний дзвінок»                                                 | Мет Кіркбі, Джеймс Лукас                   |           |
| «Айя»                                                                | Одед Біннун, Міхал Брезіс                  |           |
| «Бугалу та Грем»                                                     | Майкл Леннокс, Ронан Блейні                |           |
| «Масляна лампа»                                                      | Ху Вей (режисер), Жульєн Фере              |           |
| «Парване»                                                            | Талхон Хамзаві, Стефан Айхенбергер         |           |
| 88-ма (2016)                                                         |                                            |           |
| «Заїкаючись»                                                         | Бенджамін Клірі, Серена Армітаж            |           |
| «Ave Maria»                                                          | Василь Халіл, Ерік Дюпон                   |           |
| «День перший»                                                        | Генрі Хьюз                                 |           |
| «Все буде добре »                                                    | Патрік Волрат                              |           |
| «Шок»                                                                | Джеймі Доноуе                              |           |
| 89-та (2017)                                                         |                                            |           |
| «Співай»                                                             | Кріштоф Деак, Анна Удварди                 |           |
| «Вороги всередині»                                                   | Селім Аззазі                               |           |
| «Жінка і TGV»                                                        | Тимо фон Гунтен, Джакун Кадуф              |           |
| «Тихі ночі»                                                          | Аске Банг, Кім Магнуссон                   |           |
| «Часовий код»                                                        | Хуанхо Гіменес                             |           |
| 90-та (2018)                                                         |                                            |           |
| «Мовчазна дитина»                                                    | Кріс Овертон, Рейчел Шентон                |           |
| «Ді-Каб елементарний»                                                | Рід Ван Дайк                               |           |
| «Одинадцять годин»                                                   | Дерін Сіл, Джош Лоусон                     |           |
| «Мій племінник Еммет»                                                | Кевін Вільсон-молодший                     |           |
| «Всім (Watu Wote)»                                                   | Катя Бенрат, Тобіас Розен                  |           |
| 91-ша (2019)                                                         |                                            |           |
| «Шкіра»                                                              | Гай Наттів, Джейн Рей Ньюмен               |           |
| «Затримання»                                                         | Вінсент Ламб (режисер), Даррен Махон       |           |
| «Фов»                                                                | Джеремі Конт, Марія Грасія Турджон         |           |
| «Маргарита »                                                         | Маріанна Фарлі, Марі-Елен Панісет          |           |
| «Мати»                                                               | Родріго Сорогоєн, Марія дель Пуй Альварадо |           |

### 2020-ті
| Церемонія                  | Фільм                             | Номінанти |
| -------------------------- | --------------------------------- | --------- |
| 92-га (2020)               |                                   |           |
| «Вікно сусідів»            | Маршалл Каррі                     |           |
| «Братство»                 | Меріам Жубер, Марія Грація Турген |           |
| «Футбольний клуб Нефта»    | Ів Піат, Демієн Мегербі           |           |
| «Сестра»                   | Дельфін Жирард                    |           |
| «Сарія»                    | Браян Баклі, Метт Лефевр          |           |
| 93-тя (2021)               |                                   |           |
| «Двоє далеких незнайомців» | Тревон Фрі, Мартін Дезмонд Роу    |           |
| «Почуття наскрізь»         | Даг Роланд, Суса Руженскі         |           |
| «Кімната для листів»       | Ельвіра Лінд, Софія Сондерван     |           |
| «Подарунок»                | Фара Набулсі                      |           |
| «Біле око»                 | Томер Шушан, Шіра Хокман          |           |

## Статистика
| Номінації | Отримувачі            | Нагороди |
| --------- | --------------------- | -------- |
| 20        | Ґордон Голлінґшед     | 5        |
| 16        | Піт Сміт              | 2        |
| 16        | «Warner Bros.»        | 5        |
| 15        | «Metro-Goldwyn-Mayer» | 5        |
| 12        | Волт Дісней           | 6        |
| 8         | «Радіо RKO»           | 0        |
| 7         | «Paramount»           | 2        |
| 6         | Кім Магнуссон         | 2        |
| 6         | Едмунд Рік            | 2        |
| 5         | Джеррі Бреслер        | 2        |
| 5         | Роберт Янгсон         | 2        |
| 4         | Герберт Моултон       | 2        |
| 4         | Яна Сью Мемель        | 2        |
| 3         | Гарольд Роуч          | 2        |